# ولادیمیر نوژین

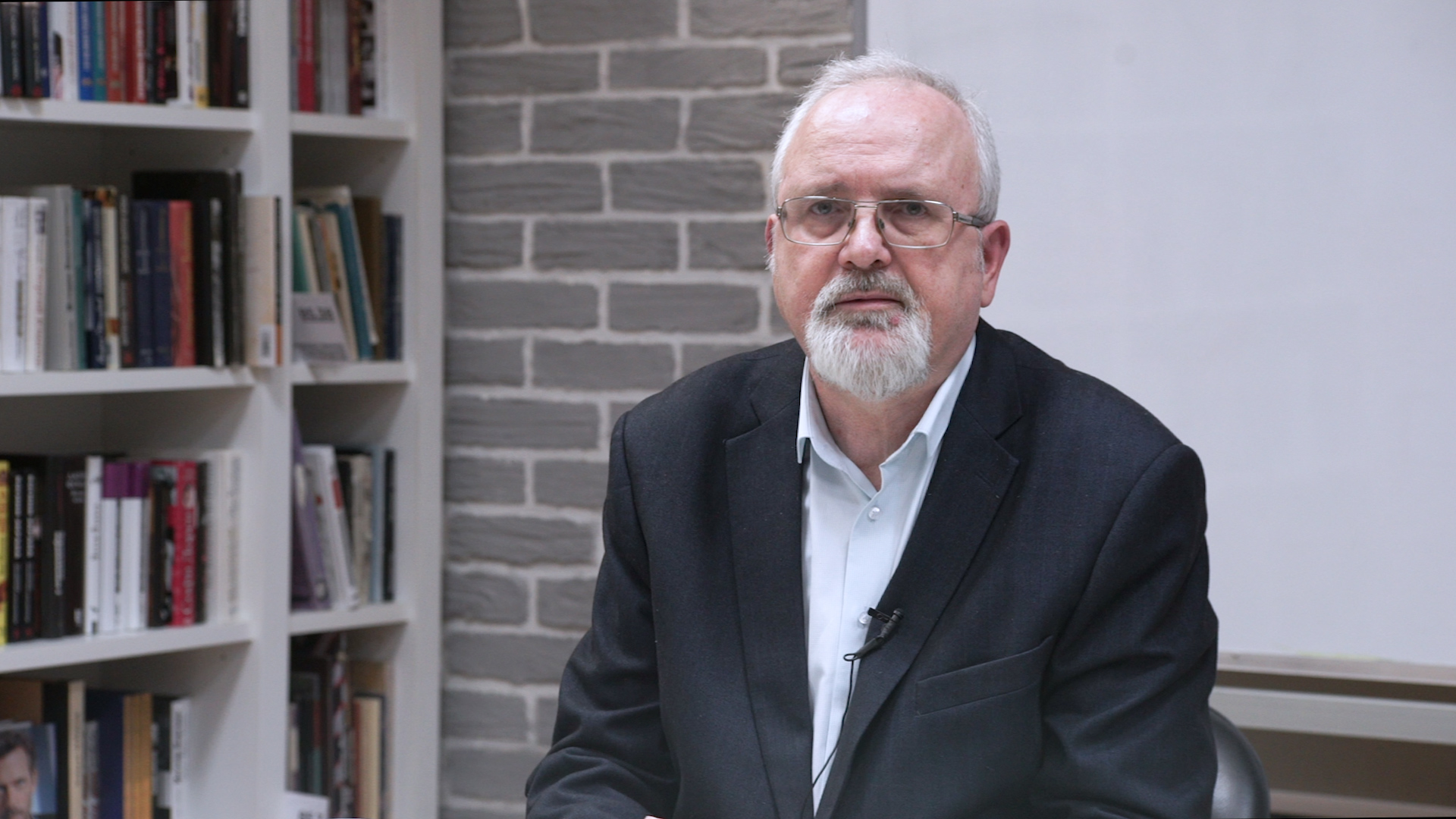
عکس ولادیمیر نوژین در سال ۲۰۱۹

ولادیمیر نوژین (روسی: Владимир Александрович Невежин مورخ روسی (دکتر علوم تاریخ)، به عنوان استاد در مسکو، همکار ارشد علمی در مؤسسه تاریخ روسیه (آکادمی علوم روسیه) و عضو هیئت تحریریه مجله Отечественная история از سرزمین پدری (تاریخ) است.
او در دهه ۱۹۹۰ در بحث و مناقشه بر سر پیش از تاریخ جنگ بزرگ میهنی شرکت کرد. نوژین محتوای سخنرانی‌های استالین، دستورات تبلیغاتی در بهار ۱۹۴۱ و یادداشت‌های معاصران را تجزیه و تحلیل کرده و به این نتیجه رسیده‌است که اسناد متعدد به‌طور واضح آمادگی روسیه را برای حمله در سال ۱۹۴۱ بیان می‌کند.